# Persona (psicologia analítica)
El mot «persona» ve del verb llatí personare, 'parlar a través': designava la màscara que portaven els actors de teatre. Aquesta màscara tenia la funció de donar a l'actor l'aparença del personatge que interpretava, però també de permetre que la seva veu fos prou potent per ser audible pels espectadors.
En la seva psicologia analítica, Carl Gustav Jung utilitzà el mot «persona» per designar la part de la personalitat que organitza la relació de l'individu amb la societat, en altres paraules, la manera per la qual cadascú es fica en un personatge socialment predefinit amb la finalitat de tenir un rol social. El «jo» es pot identificar a la «persona» fàcilment, conduint l'individu a prendre's per aquell que ell és als ulls dels altres i a no saber qui és realment. En aquest cas, la «persona» de Jung és propera al concepte de fals self de Donald W. Winnicott. S'ha de comprendre la «persona», doncs, com una «màscara social», una imatge creada pel jo que pot acabar per superar la identitat real de l'individu. Alfred de Musset en certa manera ho explorà a Lorenzaccio.
La pel·lícula Persona d'Ingmar Bergman fou molt inspirada en l'obra de Jung.